# Tensions Kabila-Bemba en 2006 et 2007
Diverses altercations sont intervenues en 2006 et 2007 entre les troupes de Joseph Kabila et celles de Jean-Pierre Bemba dans la capitale de la république démocratique du Congo, Kinshasa, à partir du 20 août 2006, date de la proclamation des résultats du premier tour de l'élection présidentielle congolaise de juillet 2006

## 20 août
Le Président de la Commission électorale indépendante, l'abbé Apollinaire Malu Malu, doit proclamer les résultats de l'élection présidentielle congolaise de juillet 2006 vers 20h00. Cette proclamation n'interviendra que plus tard dans la soirée, des émeutes avec coups de feu étant intervenues dans le courant de la soirée. Elles auraient fait officiellement 5 morts
Les deux premiers candidats à l'élection sont Joseph Kabila (44,81 % des suffrages) et Jean-Pierre Bemba (20,03 % des suffrages), tous deux membres du Gouvernement de transition. Ils devraient être les deux candidats qui vont s'affronter au second tour. Bien que deuxième au niveau national, Jean-Pierre Bemba est arrivé largement en tête des suffrages à Kinshasa et dans la province du Bas-Congo voisine.

## 21 août
Vers 15h00, alors qu'il est en compagnie des ambassadeurs des membres du CIAT, dont ceux des États-Unis d'Amérique, de Grande-Bretagne, de France (Bernard Prévost) et de Belgique (Johan Swinnen), ainsi que le chef de la MONUC, le diplomate américain William Swing, Jean-Pierre Bemba échappe à un bombardement de sa résidence de la promenade de la Raquette à Gombe par la Garde présidentielle. Les incidents pourraient être le fait d'éléments incontrôlés de la Garde présidentielle à la suite notamment d'altercations entre la police et les gardes de Jean-Pierre Bemba intervenues le 27 juillet.
Les participants à la réunion se réfugient dans les caves de la résidence, jusqu'à ce qu'un détachement de l'Eufor, composé de soldats espagnols, évacue les personnalités assiégées.
Des affrontements se seraient déroulés en divers endroits de la ville.
Plus tard dans la journée, une dizaine de blindés et 150 soldats de l'Eufor se déploient en des endroits stratégiques de la ville.
Une autre résidence de Jean-Pierre Bemba sera également l'objet d'une attaque aux environs du boulevard du 30 juin.
Il est utile de préciser, voire rectifier deux points du paragraphe des évènements du 21 aout 2006 après-midi aux alentours de la villa de JP BEMBA. Primo: les ambassadeurs ne sont pas descendus dans les sous-sols de la villa pour se protéger des tirs, pour la bonne raison qu'il n'y a pas de sous-sol dans cette villa, ils sont effectivement descendus du 1er étage, lieu où se déroulait leur réunion, au rez-de-chaussée de la villa. Enfin ce n'est pas un détachement de l'EUFOR qui a "délogé" les diplomates, mais bien une colonne de blindés de la MONUC, qui dans un premier temps a encagé la villa face à l'ouest, d'où provenaient les tirs des forces régulières congolaises, puis a encadré les véhicules du corps diplomatique qui ont pris la direction du QG de la MONUC au centre KINSHASA. Préalablement les militaires de l'EUFOR avait quitté leur camp de N'DOLLO à la tombée de la nuit, pour sécuriser les grands axes de la capitale. Ils ont notamment pris positions sur le boulevard du 30 juin.

## 22 août

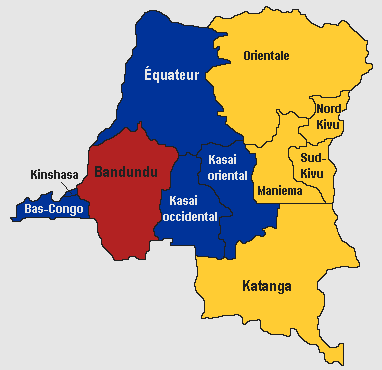
Candidats arrivés en tête au premier tour de l'élection présidentielle selon les provinces de la RDC :
Joseph Kabila en jaune (Katanga, Maniema, Nord-Kivu, Orientale, Sud-Kivu)
Jean-Pierre Bemba en bleu (Bas-Congo, Kinshasa, Kasaï-Occidental, Kasaï-Oriental)
Antoine Gizenga en rouge (Bandundu)

Les troupes présidentielles prennent position sur l'aéroport international de Ndjili dès le matin.
La résidence de Jean-Pierre Bemba fait l'objet de nouveaux tirs à l'arme lourde dans le courant de la matinée. Des véhicules de la MONUC ont pris position autour de celle-ci.
L'Eufor a par ailleurs reçu des renforts dans la nuit du Gabon où elle est également stationnée : deux hélicoptères d'attaque Gazelle, un hélicoptère de transport Cougar et une cinquantaine de soldats français, portugais et suédois des forces spéciales. 200 soldats allemands sont attendus dans la journée.
Des tirs d'armes à feu légères ont été entendus dans les quartiers est de la ville, notamment à Lemba, Ndjili et Masina, à la suite vraisemblablement d'actes de pillage.
Le calme est revenu dans la ville aux environs de midi, et un accord est intervenu entre Joseph Kabila et Jean-Pierre Bemba visant au rétablissement de la situation prévalant au 20 août. La Monuc occupe désormais les principales artères de Gombe, dont le boulevard du 30 juin. Des patrouilles mixtes Monuc / Eufor / Police nationale congolaise / forces de Kabila et de Bemba sont prévues pour faire respecter l'accord.
Les affrontements de ces trois jours auraient fait au total 23 morts et 43 blessés selon le Ministre de l'Intérieur Théophile Mbemba Fundu, essentiellement à Gombe, et notamment dans les environs du boulevard du 30 juin.
Certains témoins de cet affrontement estiment le nombre réel de morts remonte à plus de 500 et annoncent que les résultats officiels auraient été faussés pour ne pas céder à la panique. Deux chars de combat et une Jeep étaient capturés par la garde de Jean-Pierre Bemba. Les chaînes de télévision de Jean-Pierre Bemba (Canal Kin et CCTV) ont fermé pour éviter justement que ces images puissent passer.
Certaines sources plus fiables affirment que les chaines de télévision de Jean-Pierre Bemba auraient plutôt été incendiées volontairement par les forces du pouvoir dans le même but.
La technicité des miliciens de Jean-Pierre Bemba fut supérieure à ceux de la GSSP qui eux n'ont pas eu de véritable motivation ni d'expérience au métier de la guerre.

### Controverses
Dès les premiers bombardements, l'Agence France-Presse avait expliqué que les heurts avaient commencé à la suite d'altercations entre la garde de Bemba et des policiers. Ces derniers auraient appelé en renfort la garde présidentielle, beaucoup mieux armée.
Mais dans le même temps, un militaire occidental qui a préféré garder l'anonymat narrait une attaque délibérée de la garde de Kabila contre Jean-Pierre Bemba. La plupart des journaux occidentaux (belges et français) s'en sont tenus à cette version, reprise par l'agence Reuters. Cependant, quelques jours après, Reuters retirait sa dépêche.
D'autres sources expliquent que les hommes de Kabila seraient allés chercher 2 des leurs (ou 2 policiers suivant les sources), qui avaient été enlevés et détenus par les hommes de Bemba dans sa propre résidence, au moment où celui-ci recevait les ambassadeurs. La garde armée de Kabila aurait eu également pour consigne de capturer leur chef afin qu'il puisse éventuellement être jugé. Ce type de provocation pourrait avoir été monté dans l'idée de tenter un soulèvement populaire.
À la suite de ces événements, Bemba sort grandi de cette épreuve de force. Certains, à Kinshasa, affirment qu'il a échappé à un piège mortel tendu par Kabila.
Un rapport confidentiel de la MONUC est publié en décembre 2007 . Celui-ci donne de nombreux éléments en faveur de la thèse d'une agression de la part du camp présidentiel.

### Réactions politiques
22 août : pour William Swing, commandant la MONUC, "les deux parties doivent commencer à dialoguer, c'est la seule façon de sauver la situation". "Le peuple a besoin de la paix. Ce n'est pas par les armes qu'on règle une question électorale, mais par le vote".
22 août : le commissaire européen à l'aide humanitaire, Louis Michel, a "condamné fermement les graves incidents et les recours à la force qui ont lieu à Kinshasa". Il a également "appelé tous les partis à faire preuve de modération afin que le processus électoral, dans lequel le peuple congolais a investi son espoir et son engagement, puisse se poursuivre dans le respect des normes démocratiques". S'exprimant au nom de la Commission européenne, Louis Michel a appelé "les deux candidats à faire preuve de retenue dans leur propos et à s'engager dans un dialogue apaisé et constructif qui tienne compte de la volonté exprimée par la population lors du scrutin du premier tour de l'élection présidentielle".
22 août : La Conférence épiscopale nationale du Congo (Cenco) appelle par ailleurs "Joseph Kabila et Jean-Pierre Bemba à privilégier le dialogue, la concertation et la paix ainsi que l'intérêt supérieur de la nation", ainsi que l'a déclaré son président Monseigneur Laurent Monsengwo Pasinya, dans une déclaration prononcée à Kisangani et diffusée sur radio Okapi. "Kinshasa connaît depuis quelques jours une situation d'antagonisme et de conflit qui peut conduire à une guerre civile lourde en pertes civiles et aux conséquences politiques, économiques et sociales incalculables", a averti Monseigneur Monsengwo, également évêque de Kisangani.
22 août : Karel De Gucht, Ministre belge des Affaires étrangères, s'est dit "particulièrement préoccupé par la dégradation du climat politique en RDC, et plus particulièrement à Kinshasa". "Les candidats aux élections présidentielles ont le devoir de ne pas trahir l'énorme espoir que la population congolaise a placé dans un processus électoral démocratique. Ils doivent impérativement renoncer à toute forme de violence".

## 11 novembre
Une nouvelle altercation est intervenue le 11 novembre 2006 à proximité de la résidence de Jean-Pierre Bemba, faisant officiellement 4 morts.

## Violences de mars 2007 et exil de Bemba
Après sa défaite face à Joseph Kabila lors de l'élection  présidentielle d'octobre 2006, Jean-Pierre Bemba s'était engagé à mener une « opposition républicaine » au gouvernement de celui-ci. Il a été élu sénateur en janvier 2007. Son refus de fondre sa garde personnelle au sein de l'armée gouvernementale, au début 2007, l'a conduit à un affrontement direct avec le pouvoir.
Une altercation avec la garde rapprochée de Bemba a conduit le 22 mars 2007 à des combats aux environs de la résidence de Bemba (promenade de la Raquette à Gombe) et de ses bureaux (milieu du boulevard du 30 juin).
Les gardes de Bemba n'avaient pas obéi à un ultimatum dont le terme avait été fixé au 15 mars d'accepter leur incorporation à l'armée régulière, craignant pour la sécurité de Jean-Pierre Bemba. Au cours des combats, de nombreuses personnes civiles ou militaires (au moins 60 personnes) ont été tuées. Bemba appela au cessez-le-feu, et trouva refuge en l'ambassade d'Afrique du Sud. Les familles des soldats de Bemba puis les soldats eux-mêmes, quittent Gombe vers l'est et le sud de la ville (Beach Ngobila, Barumbu, Ndolo, commune de Kinshasa). Avec la poursuite des combats le 23 mars, un mandat d'arrêt a été lancé contre Jean-Pierre Bemba désormais accusé de haute trahison. Ces affrontements ont fait plus de 200 morts à Kinshasa. Plusieurs de ses gardes rapprochés sont tués comme le commandant Kimbembe lukubama  et sa femme, et son fils reste introuvable
Jean-Pierre Bemba a quitté la république démocratique du Congo le 11 avril 2007 pour se rendre au Portugal, officiellement pour y soigner une vieille blessure à la jambe.